# Zhang Bao (Turbanti Gialli)
Zhang Bao (張寶) (... – 184) è stato un rivoluzionario cinese, uno dei leader della Rivolta dei Turbanti Gialli durante l'ultimo periodo della Dinastia Han.

## Biografia
Zhang Bao  era fratello minore di Zhang Jiao e maggiore di Zhang Liang, gli altri due leader della rivolta. Venne proclamato Generale della Terra secondo la dottrina di Zhang Jiao.
Dopo la morte di Zhang Jiao nella primavera del 184, la missione di guidare i ribelli passò a Zhang Bao e Zhang Liang, il cui comando era meno efficace. Zhang Liang venne sconfitto e ucciso dal generale imperiale Huangfu Song a Guanzhong. Poco dopo, Huangfu attaccò Zhang Bao a Xiaquyang (l'attuale Jinzhou), e lo sconfisse.

## Nella letteratura
Nel romanzo storico di Luo Guanzhong, il Romanzo dei Tre Regni, Zhang Bao combatte con le forze imperiali guidate da Zhu Jun, Liu Bei, Guan Yu e Zhang Fei. Viene rappresentato come uno stregone capace di evocare tempeste, che fece apparire un'armata di guerrieri fantasma.
Dopo che il fratello Zhang Liang venne catturato e giustiziato, Zhang Bao incominciò a prendere decisioni più avventate e venne stretto nella Provincia di Yang dalle truppe imperiali. I suoi uomini iniziarono a temere per la propria vita e fu probabilmente ucciso da uno dei suoi uomini, Yan Zheng durante un attacco al forte di Yangcheng. Con la sua morte i Turbanti Gialli degenerarono in un gruppo di banditi. Dal 205 cessarono la maggior parte delle loro attività di ribellione e i rimanenti seguaci entrarono per lo più nella Via del Maestro Celeste.
Si dice che Zhang Bao e i suoi fratelli fossero nipoti di Zhang Daoling.